# Egesippo (comico)
Egesippo (in greco antico: Ἡγήσιππος?, Heghésippos; in latino Hegesippus; Taranto, III secolo a.C. – ...) è stato un commediografo greco antico.

## Biografia
Esponente della commedia nuova e nativo di Taranto, Egesippo visse probabilmente nel III secolo a.C.

## Commedie
Di lui possediamo due titoli (Gli amici fedeli e I fratelli) e tre frammenti, dai quali non è possibile ricavare molto sulla sua arte.